# Giovanni Aurispa
Juan Aurispa (en italiano Giovanni Aurispa (Noto, 1376-Ferrara, 1459) fue un humanista, historiador, sacerdote y sabio italiano del siglo XV. Particularmente se le recuerda como promotor del renacimiento del estudio del idioma griego en Italia. El mundo debe a Juan Aurispa la preservación de la mayor parte de nuestro conocimiento de las obras clásicas griegas.

## Vida y obra

### Nacimiento y primeros años en Constantinopla
Nació en la villa siciliana de Noto, en 1376. Una beca del rey de Sicilia Martín el Joven le permitió estudiar en Bolonia entre 1404 y 1410. Poco después, en 1413-14, Aurispa salió para Grecia como profesor particular para los hijos de un comerciante genovés, Racanelli, y se estableció en la isla de Quíos, donde aprendió griego y comenzó a coleccionar libros, incluyendo un Sófocles y un Eurípides. También consiguió un número de textos griegos, incluyendo un Tucídides que más tarde vendió a Niccolò Niccoli en 1417.
En 1418, volvió a visitar Constantinopla, donde residió durante algunos años perfeccionando su conocimiento de griego antiguo y buscando manuscritos. Aurispa perseveró tanto en esto último, que lo acusaron ante el emperador bizantino Manuel II Paleólogo de comprar todos los libros sagrados en la ciudad.

### Vuelta a Italia. Venecia
El 15 de diciembre de 1423 Juan Aurispa llegó a Venecia, con la colección más grande y espléndida de textos griegos que llegaron a Europa Occidental antes de los traídos por el cardenal Besarión (en contestación a una carta de Ambrosio Traversari, Aurispa dice que trajo unos 238 manuscritos). Para evaluar la importancia de esta colección hay que decir que dichos manuscritos llevaron a Occidente todos los textos conservados en la actualidad de Platón, todos los de Plotino, todos los de Proclo, muchos de Jámblico y de muchos poetas griegos, incluyendo a Píndaro; también se trajo muchos manuscritos de historia griega, incluyendo los volúmenes de Procopio de Cesarea y de Jenofonte, que le habían sido dados por el propio emperador Manuel II Paleólogo. Trajo también los poemas de Calímaco, de Opiano y algunos versos órficos; también los trabajos históricos de Dion Casio, de Diodoro Sículo y de Flavio Arriano. La mayor parte de las obras eran, hasta ese entonces, desconocidas en occidente.
Entre otros textos se incluía el manuscrito más antiguo de Ateneo, un códice del siglo X que contiene siete obras de Sófocles y seis de Esquilo --el único manuscrito en el mundo de estos autores--, más las Argonáuticas de Apolonio de Rodas; la Ilíada, textos de Demóstenes y muchos más. Un Heródoto estaba también en la colección junto con la Geografía de Estrabón. Todos estos textos se enumeran en la carta de Aurispa a Traversari.
El único texto de Patrología traído a Occidente por Aurispa fue un volumen que contenía doscientas cartas de Gregorio Nacianceno. En una carta a Traversari, Aurispa explica:

“No he traído ningún volumen sagrado de Grecia excepto las cartas de Gregorio, que son, yo creo, doscientas. Este libro está en condiciones intachables, y todas las páginas pueden ser leídas, pero su belleza apenas es tal que pueda invitar a un lector renuente. Envié hace tiempo de Constantinopla a Sicilia un buen número de volúmenes sagrados muy escogidos, que admito francamente que tenían poco valor para mí, y por los que un número de personas malévolas a menudo levantaron cargos en mi contra al emperador griego, acusándome de saquear la ciudad de libros sagrados. Con respecto a los libros paganos, a ellos les parecía que no era un crimen tan grande”.
Charles L. Stinger, Humanism and the Church Fathers: Ambrogio Traversari, pág.37

A su llegada a Venecia, Aurispa dijo haber sido obligado a empeñar sus tesoros griegos por 50 florines de oro para pagar los costes de la travesía. Traversari escribió al banquero Lorenzo de Médici, llamado el Viejo (hermano menor de Cosme de Médici), que le hizo un préstamo a Aurispa para redimir los manuscritos. Ambrosio Traversari también arregló el intercambio de las transcripciones latinas de Niccolò Niccoli sobre los textos nuevamente descubiertos de Cicerón por las transcripciones griegas de Aurispa sobre la Retórica y la Ética a Eudemo, de Aristóteles.

### En la universidad
En 1424 Aurispa volvió a Bolonia, donde llegó a ser profesor de griego en su universidad, pero no tuvo éxito. Con el impulso de Ambrosio Traversari, de 1425 a 1427 Aurispa sostuvo la prestigiosa cátedra de estudios griegos en Florencia bajo el mecenazgo de los Médici. Esto aseguró que su colección de textos griegos fuera copiada extensamente entre los humanistas italianos del Quattrocento. 
Hacia 1430, Aurispa había gestionado la recuperación de un paquete de manuscritos desde Sicilia. Entre estos manuscritos se incluía un volumen de  Vidas de Santos, un Gregorio Nacianceno, una de las Oraciones de Juan Crisóstomo, un Salterio, un volumen de los Evangelios, y las comedias de Aristófanes. El resto de sus manuscritos no parece que le fueran devueltos.

### Carrera eclesiástica
Las luchas internas en Florencia llevaron a Aurispa a huir de los conflictos hacia 1433 y se instaló en Ferrara, bajo el mecenazgo de la Casa de Este. Allí enseñó obras clásicas, tomó órdenes sacras y promocionó entre los cargos de la Iglesia. Alfonso V de Aragón, rey de Sicilia y pretendiente al Reino de Nápoles en esa época, le pidió a través su amigo Antonio Panormita que se trasladara a su corte, pero Aurispa declinó el ofrecimiento. Por esa época Aurispa descubrió en un monasterio cercano a Maguncia el único manuscrito medieval superviviente de los Panegyrici Latini. 
En 1438, cuando el Concilio de Basilea fue transferido a Ferrara, Aurispa atrajo la atención del papa Eugenio IV, que le hizo secretario apostólico, y así se volvió a Roma con él. Aurispa mantuvo un cargo similar con el papa Nicolás V, que le ofreció dos abadías muy lucrativas. Así ayudó a este papa, hombre del Renacimiento, imbuido del espíritu humanista que fundó la Biblioteca Vaticana en 1448 y fomentó la traducción de clásicos como Diodoro, Tucídides, Homero y Estrabón.

### Final
Aurispa regresó a Ferrara en 1450, y murió allí en 1459, con casi 85 años.
Considerando su larga vida y reputación, Aurispa produjo pocas obras propias: traducciones al latín del comentario de Hierocles de Alejandría sobre los Chrysa Epe (Versos Áureos) de Pitágoras (1474) y del Philisci Consolatoria ad Ciceronem de Dion Casio (no publicado hasta 1510) y, según Gesner, una traducción de los trabajos de Arquímedes.
La reputación de Aurispa descansa sobre la extensa colección de manuscritos copiados y distribuidos por él, y sus esfuerzos persistentes para restablecer y promover el estudio de la literatura antigua.